# Dana Cup
Der Dana Cup in Hjørring ist Dänemarks größtes Sportereignis, das drittgrößte Fußballjugendtunier der Welt mit über 1000 Mannschaften aus über 50 Ländern. Es ist das Jugendfußballturnier mit den meisten ausländischen Mannschaften der Welt.
Seit der Dana Cup 1982 gegründet wurde, werden nun mehr als 20.000 Teilnehmer zu diesem Event erwartet.
Teilnehmen können Jungen und Mädchen von einem Alter von elf (bzw. 13 Jahren bei Mädchen) bis 19 Jahre. Gespielt wird je nach Alter mit sieben oder elf Spielern. Die erste Runde findet im Jeder-gegen-jeden-System statt, die zweite Runde wird im K.-o.-System ausgetragen. Dabei werden die Spiele auf ca. 50 Rasenplätzen in und rund um Hjørring ausgetragen.

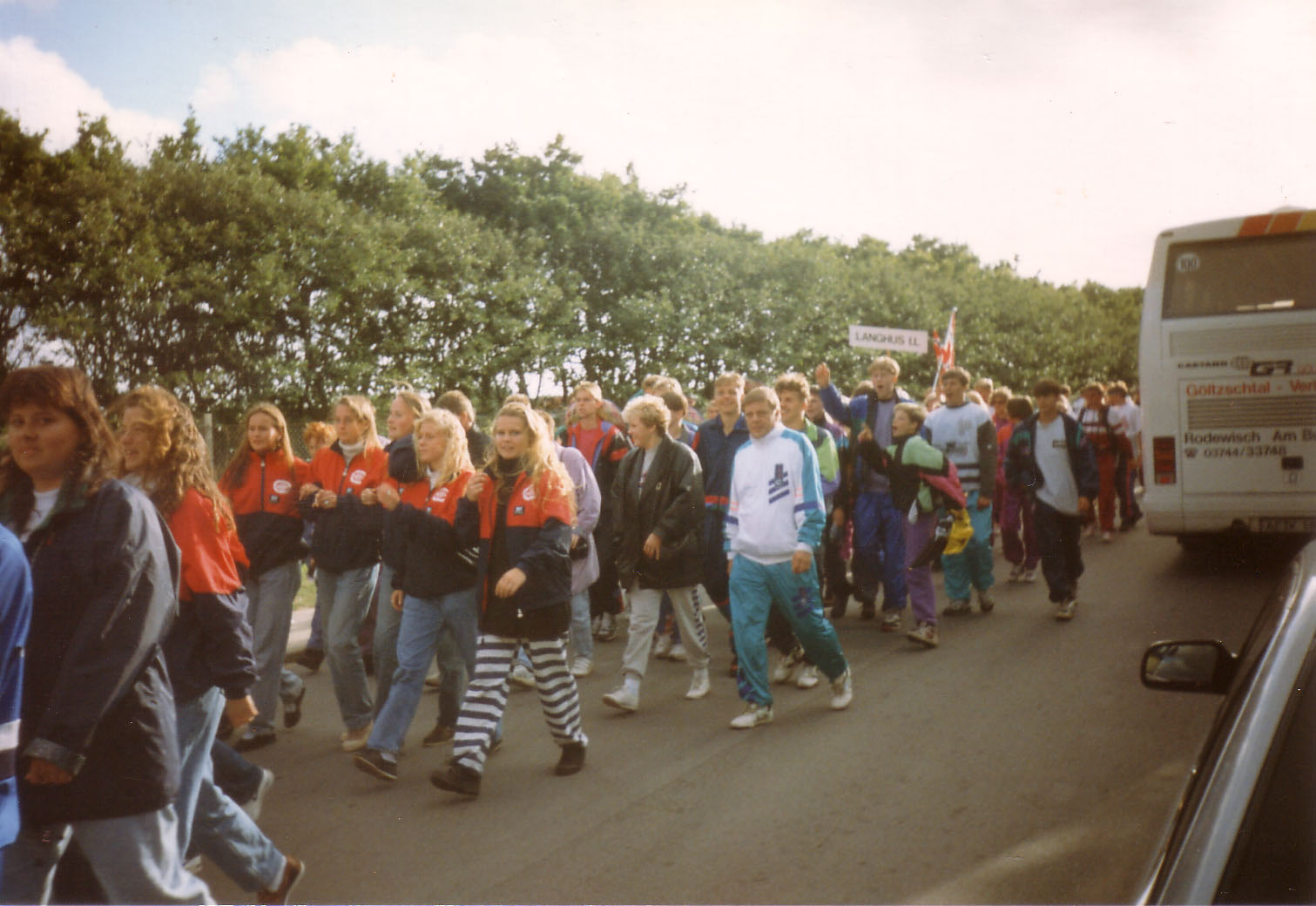
Umzug des Dana Cups mit allen Mannschaften
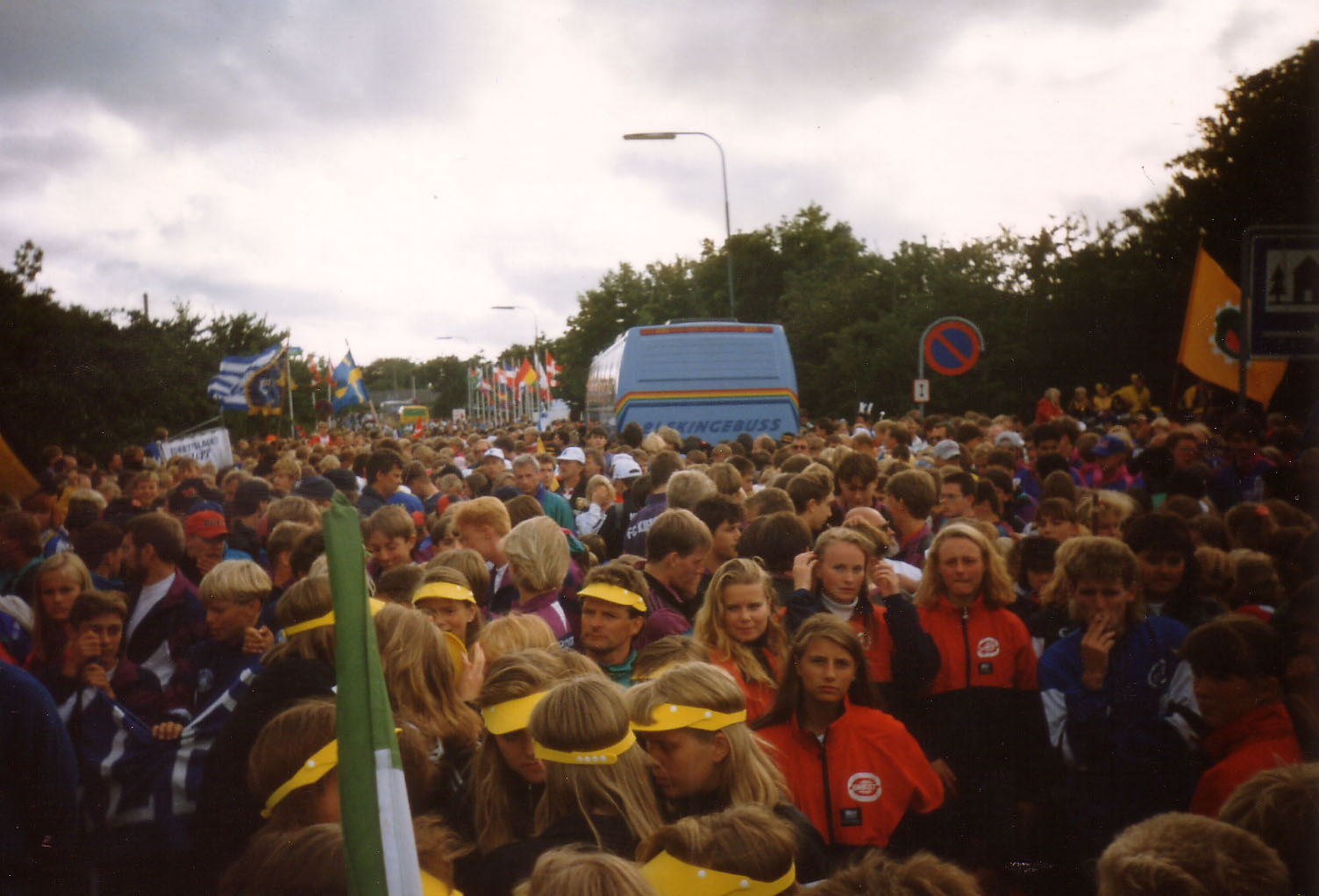
Umzug des Dana Cups mit allen Mannschaften
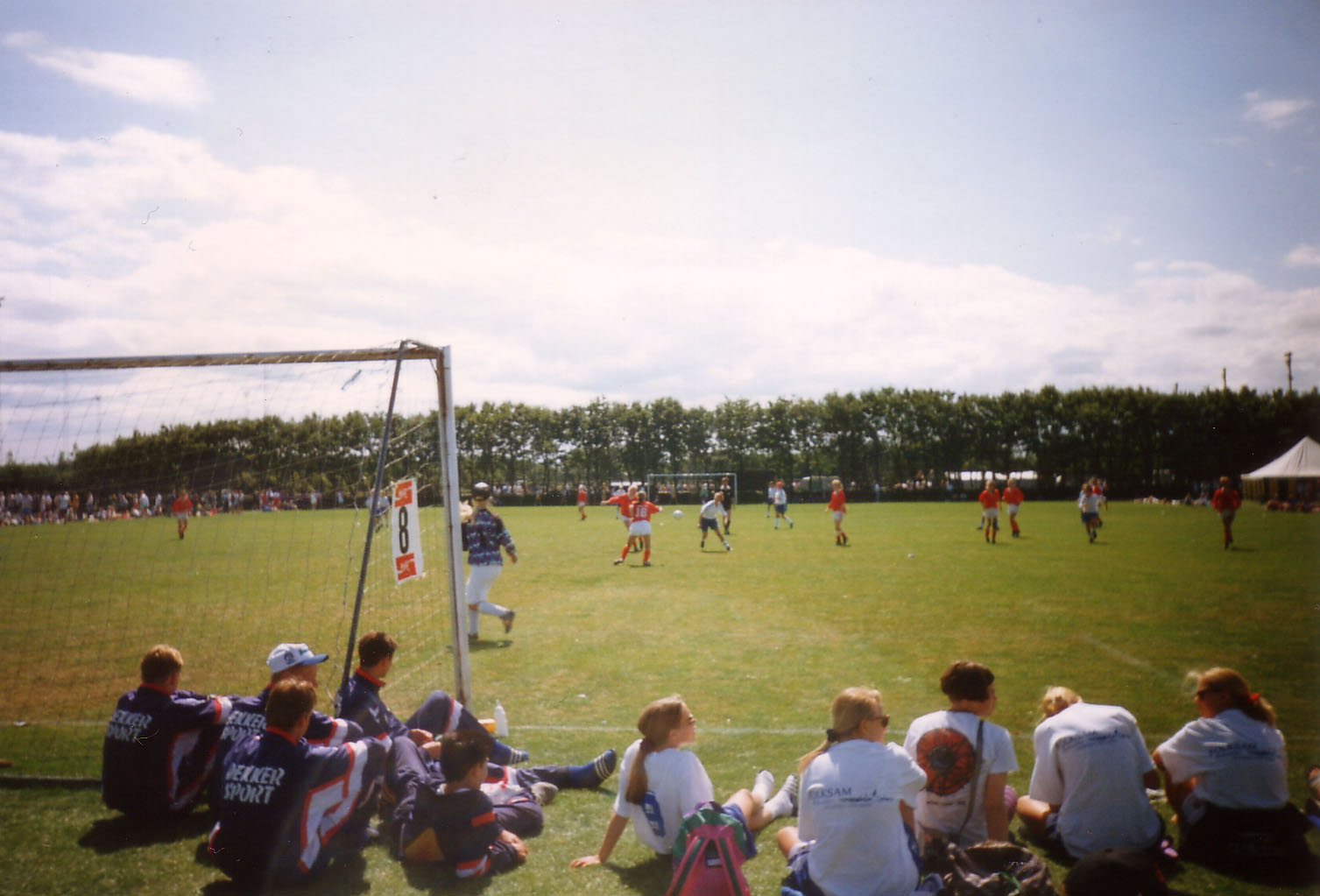
Ein Spiel des Dana Cup’s
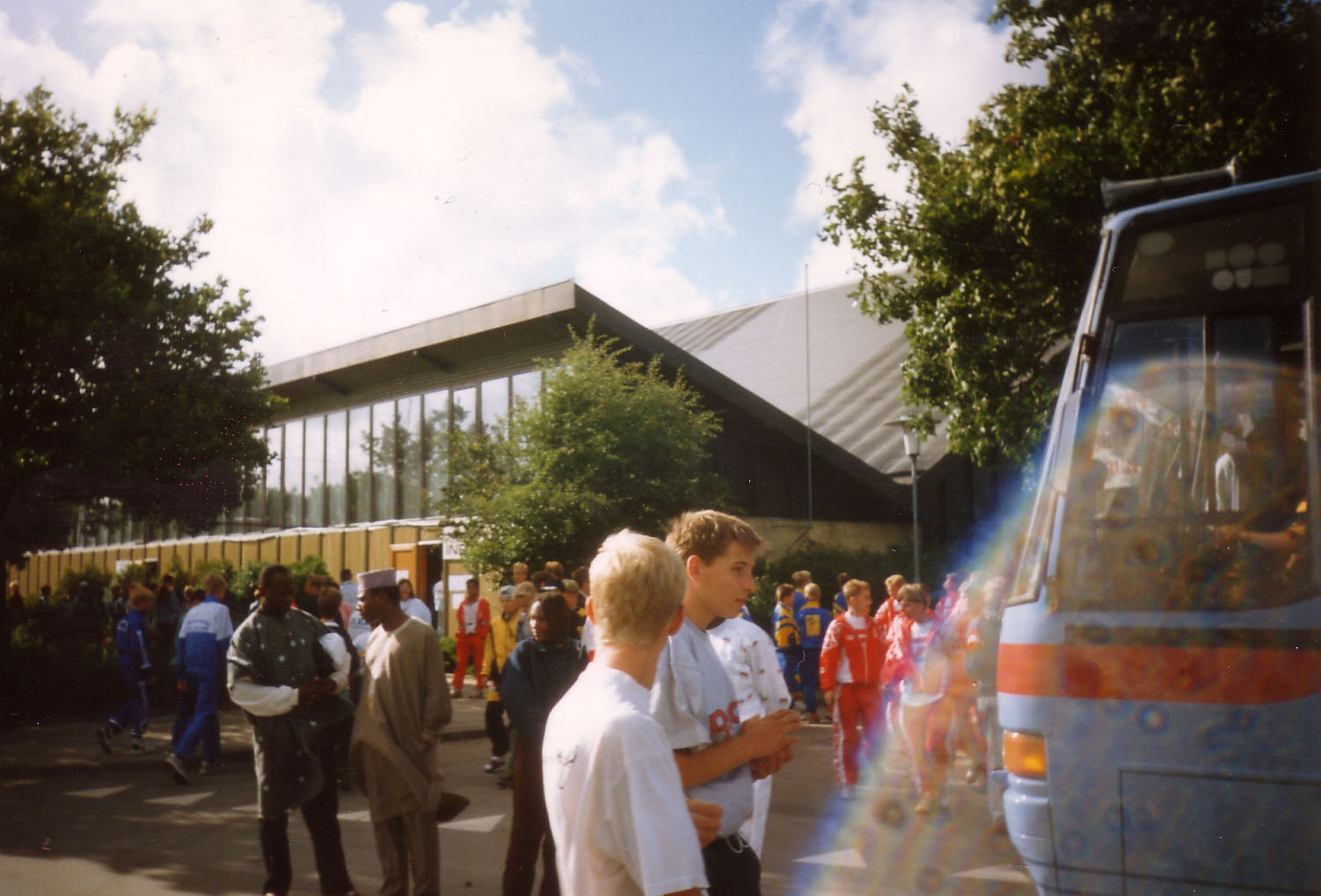
Vendiahallen